# Arturo Maschke
Arturo Maschke Tornero (La Serena, 18 de enero de 1902-Santiago, 4 de noviembre de 2001) fue un abogado, economista, académico y político chileno, ministro de Estado de los presidentes Arturo Alessandri y Gabriel González Videla, así como presidente del Banco Central de su país por seis años.

## Biografía
Sus padres fueron Arturo Maschke y Ema Tornero.
Estudió en el Liceo de La Serena y realizó sus estudios superiores en el Curso Fiscal de Leyes de Valparaíso (actual Escuela de Derecho de la Universidad de Valparaíso), titulándose como abogado el año 1925.
Siendo muy joven se incorporó al Banco de Chile, entidad en la que cumplió labores tanto en Valparaíso como en Santiago. Posteriormente pasó al Banco Central, del cual llegó a ser subgerente en 1936, gerente en 1943 y presidente entre 1953 y 1959. Maschke llenaba un puesto que había quedado ocupando interinamente por el vicepresidente, Luis Schmidt Quezada, tras la salida de Manuel Trucco. Éste había renunciado y el nombramiento había sido diferido a la espera que se definiera el proceso electoral para elegir al nuevo Jefe de Estado.
Antes había ocupado por breve tiempo la titularidad del Ministerio de Hacienda por encargo de Alessandri Palma y González Videla.
Fue gobernador en representación de Chile del Fondo Monetario Internacional (FMI) y del Banco Internacional de Reconstrucción y Fomento. También fue uno de los precursores del Banco Interamericano de Desarrollo (BID).
Fue consejero del Banco del Estado y miembro del Consejo Nacional de Comercio Exterior en representación del BC.
Entre 1959 y 1965 fue embajador de su país en la República Federal Alemana. Durante ese periodo invitó a Chile al ex piloto observador de la Luftwaffe, Hermann Schmidt, y al exmiembro de las Juventudes Hitlerianas y médico de ejército alemán, Paul Schäfer a trabajar en el ámbito de la beneficencia. Esta gestión fue el germen del cuestionado enclave Villa Baviera, de la comuna de Parral (zona centro-sur del país).
Entre 1973 y 1986 fue presidente de la Clínica Alemana de Santiago.